# José Pascual Tamborini
José Pascual Tamborini (Buenos Aires, 22 de febrer de 1886 -  Ib., 25 de setembre de 1955) fou un metge i polític argentí, membre de la Unió Cívica Radical i de la Unió Cívica Radical Antipersonalista.

## Biografia
José P. Tamborini va començar a actuar a la Unió Cívica Radical durant els seus estudis secundaris al Colegio Nacional de Buenos Aires, a finals de la dècada 1890-1900, on va ser director del diari que publicava el comitè radical estudiantil creat al centre educatiu. Mentre cursava els seus estudis universitaris de medicina a la Universitat de Buenos Aires va ser vicepresident del Comitè Universitari Radical.Pertanyia a una família terratinent de Junín,
per part materna, vinculada al negoci exportador de blat i mantega a Anglaterra.Va intentar intervenir en la vaga dels Tallers Vassena, però va fracassar en la seva gestió, el que aviat es va convertir en un conflicte sindical generalitzat que va acabar amb 700 morts i prop de 4000 ferits, i va passar a la història com la Setmana Tràgica.
Tamborini va demostrar ser un dirigent de gran predicament en el radicalisme de la Ciutat de Buenos Aires i es va alinear amb els dirigents que criticaven a Hipólito Yrigoyen pel seu lideratge personalista, conegut com a sector blau, formant part de la Unió Cívica Radical Antipersonalista a partir de 1924. Aquesta participació política l'acostarà a Marcelo T. de Alvear, de qui seria ministre de l'Interior, conjugada amb la pertinença al cercle social del president, les famílies del qual compartien negocis i interessos econòmics similars.
El 1925 fou designat pel Marcelo T. de Alvear com a ministre de l'Interior. Durant el seu període com a ministre d'Interior es duran a terme vuit de deu intervencions federals durant la gestió d'Alvear. Per decret intervé el president dues vegades a Santiago dek Estero (1925 i 1928), la Rioja (1925) Catamarca (1928) Salta (1928). Paral·lelament es produeixen conflictes referits a la reforma universitària, i Tamborini aprovarà normatives per les quals es limita la intervenció estudiantil en l'elecció de les autoritats universitàries.
Buscant frustrar una victòria de l'UCR a les eleccions presidencials argentines de 1931, el dictador, general José Félix Uriburu va empresonar gran part dels seus dirigents, -incloent Alvear i Tamborini. Alliberat després de les eleccions (boicotejades de la UCR), Tamborini va retornar al Congrés el 1934 i es va presentar per la candidatura de la UCR a les eleccions presidencials argentines de 1937; però va ser derrotat per Alvear. Senador electe el 1940, es va convertir en la figura dominant de l'UCR després de la mort d'Alvear el 1942.
Un cop d'Estat el 1943 va provocar l'ascens del populista nou ministre de Treball, el coronel Juan Perón. Aquest va obligar la Junta a convocar eleccions a principis de 1946, on el populisme de Perón i el sentiment anti-EUA va aconseguir una oposició extraordinàriament diversa contra ell. Tamborini va liderar la majoria de l'UCR, el reformista Partit Demòcrata Progressista, socialistes, comunistes i els conservadors Nacional Demòcrates (part de la concòrdia que va mantenir el poder de l'UCR pel "frau patriòtic" als anys trenta) aplegats en una aliança electoral coneguda com a Unió Democràtica. Integrada pels interessos del sector financer i la cambra de comerç, l'aliança també va comptar amb el suport de l'ambaixador dels EUA Spruille Braden, i es va unir únicament per l'objectiu de mantenir Perón lluny de la Casa Rosada. En una concentració massiva davant el Congrés el 8 de desembre, la Unió Democràtica va nomenar Tamborini i el se company pres polític el 1931: l'excongressista Enrique Mosca.L'aliança, però, no va aconseguir guanyar-se a diversos legisladors prominents, oposats als vincles de la Unió amb interessos conservadors. La filtració d'un llibre blanc de l'ambaixador Braden, on acusava Perón de vincles feixistes i els seus discursos a les concentracions de la Unió Democràtica l'enfrontaren encara més. Perón es va aprofitar d'això per marcar la tria de les eleccions entre "Perón o Braden", mentre animava el president Edelmiro Farrell a promulgar la seva agenda populista i menystenia a Tamborini i Mosca, qualificant-los de "la pandereta i la mosca".La Unió Democràtica resultà perdedora, contra tot pronòstic, va adoptar una postura estrictament antiperonista i es va dissoldre després de ser derrotada. El bloc de diputats radicals antipersonalistes, que el 1932 sumava 60 diputats, es va anar reduint fins a desaparèixer en el curs de la dècada del '40. En 1946-1947 només un diputat, Julio Agustín Vanasco, representava la Unió Cívica Radical Antipersonalista.%.
Durant la campanya es van produir dos fets que van afectar profundament el resultat; d'una banda es va descobrir un important xec lliurat per una organització patronal com a contribució a la campanya de la Unió Democràtica. D'altra banda, es va fer palès l'involucrament en qüestions internes del Departament d'Estat dels Estats Units - a instàncies de l'ambaixador Braden - en la campanya electoral a favor de la fórmula Tamborini - Mosca.Alhora va sortir a la llum que Raúl Lamuraglia un home de negocis havia finançat la campanya de la Unió Democràtica, a través de milionaris xecs de Bank of New York que havien tingut com a destinació sostenir el Comitè Nacional de la Unió Cívica Radical i els seus candidats José P. Tamborini i Enrique Mosca. Posteriorment en 1951 l'empresari aportaria recursos per donar suport al cop d'estat fallit del general Benjamín Menéndez, contra Perón i el 1955 finançaria el Bombardeig de la Plaza de Mayo.
Tamborini es va presentar, un cop més a la nominació del seu partit per a les eleccions presidencials argentines del 1951; però va perdre enfront del congressista Ricardo Balbín. El president Perón va ser reelegit amb una majoria aclaparadora, tot i que el 19 de setembre de 1955 va ser derrocat violentament. El malalt Dr. Tamborini va morir una setmana més tard, als 69 anys.